# Agliano Terme
Agliano Terme är en ort och kommun i provinsen Asti i regionen Piemonte i Italien. Kommunen hade 1 592 invånare (2018).